# Velîkoțk, Milove
Velîkoțk (în ucraineană Великоцьк) este localitatea de reședință a comunei Velîkoțk din raionul Milove, regiunea Luhansk, Ucraina.

## Demografie
Componența lingvistică a localității Velîkoțk
     Ucraineană (88,67%)
     Rusă (9,79%)
     Alte limbi (0,2%)
Conform recensământului din 2001, majoritatea populației localității Velîkoțk era vorbitoare de ucraineană (88,67%), existând în minoritate și vorbitori de rusă (9,79%).